# Soham (New Mexico)
Soham ist ein census-designated place (CDP) im San Miguel County im US-Bundesstaat New Mexico. Es liegt in der Nähe der Ausfahrt 319 an der Interstate 25 und besaß zum Zeitpunkt des United States Census 2010 210 Einwohner. Alternative Kennzeichnungen sind San Juan, Sands und South San Ysidro.

## Geographie
Sohams geographische Koordinaten lauten 35° 35′ N, 105° 30′ W (35,4155984°N, 105.4941797°W). Es liegt angebunden über die B41A an der Interstate 25, die südlich in West-Ost-Richtung verläuft, sowie am Pecos River, der nördlich der Gemeinde verläuft. Im Nordwesten von Soham mündet der Cow Creek in den Pecos, im Südosten der El Rito.
Südwestlich befinden sich unter anderem die Orte San Jose, Ribera, Pueblo, Sena und Villanueva, die ebenfalls am Pecos liegen, nordwestlich befinden sich Rowe, der nach dem Fluss benannte Ort (East) Pecos und Glorieta. Nächstgrößere Orte sind Santa Fe im Südwesten, mit dem Santa Fe Municipal Airport, Rio Rancho im Westen, Las Vegas im Nordosten sowie Albuquerque im Südwesten, mit dem internationalen Flughafen Albuquerque International Sunport.
Soham liegt im Süden an den Ausläufern der Sangre de Cristo Mountains in aridem Wüstenklima (Köppen und Geiger; Klassifikation BWk).
Nach den Angaben des United States Census Bureau hat die Gemeinde eine Gesamtfläche von 4,01 km², alles davon ist Land.

## Demografie
Zum Zeitpunkt des United States Census 2010 bewohnten Soham 210 Personen, davon 50,5 Prozent Frauen; die Bevölkerungsdichte betrug 52 Personen pro km². Nach einer Hochrechnung lebten 2019 noch 167 rein Weiße Einwohner in Soham, mit einem Durchschnittseinkommen von 32.309 US-Dollar. Die entspricht einem Bevölkerungsrückgang von 20,48 Prozent (-43 Einwohner).

## Belege
1. 1 2 3 4  2010 Census Gazetteer Files - Places: New Mexico. U.S. Census Bureau, abgerufen am 11. Dezember 2016.
2. 1 2 3 4 5 6 7  Geographic Names Information System: Soham (911190)